# Martin Puryear
Martin Puryear (* 23. Mai 1941 in Washington) ist ein US-amerikanischer Bildhauer.

## Leben und Werk
Martin Puryear wurde als ältestes von sieben Kindern geboren. Schon als Kind konstruierte er Gitarren, Pfeile und Bogen. Er studierte zunächst an der Katholischen Universität von Amerika Biologie und wechselte dann in den Fachbereich Kunst. Den Bachelor of Fine Art erlangte er 1963. Anschließend ging er als Freiwilliger mit dem Friedenscorps nach Sierra Leone und unterrichtete dort Englisch, Französisch, Biologie und Kunst. In Sierra Leone zeichnete Puryear Flora und Fauna und lernte traditionelle Holzbearbeitungstechniken kennen.
1967 reiste er mit seinem Bruder nach Lappland und studierte anschließend in Stockholm an der Kungliga Konsthögskolan Stockholm. Während er Drucktechniken studierte, arbeitete er auch dreidimensional. Er assistierte James Krenov (1920–2009). Zurück in den USA schrieb sich Martin Puryear in das Graduiertenprogramm für Bildhauerei an der Yale University ein und erlangte den Abschluss 1971. Puryear unterrichtete an der Fisk University in Nashville, der University of Maryland, College Park und an der University of Illinois at Urbana-Champaign.
Puryear wurde als Bildhauer bekannt, der moderne Geometrie mit organischen Formen und Handwerkstraditionen verbindet. Er arbeitet vorwiegend mit Holz, Teer, Rohleder und Stein.

„His formalism taps into a legacy even larger than race: the history of objects, both utilitarian and not, and their making. From this all else follows, namely human history, race included, along with issues of craft, ritual, approaches to nature and all kinds of ethnic traditions and identities.
These references seep out of his highly allusive, often poetic forms in waves, evoking the earlier Modernism of Brancusi, Arp, Noguchi and Duchamp, but also carpentry, basket weaving, African sculpture and the building of shelter and ships. His work slows you down and makes you consider its every detail as physical fact, artistic choice and purveyor of meaning.“

Martin Puryear stellt vorwiegend in den USA aus. Für ihn wurde 2007 eine umfangreiche Retrospektive im Museum of Modern Art in New York City ausgerichtet. Er nimmt an zahlreichen Gruppenausstellungen teil, darunter die documenta IX 1992 in Kassel.
Puryear wurde mit den bestrenommierten Auszeichnungen geehrt: ein Guggenheim-Stipendium, den MacArthur Fellowship, den Prix de Rome. 2007 erhielt er die Goldmedaille für sein Gesamtwerk als Bildhauer von der American Academy of Arts and Letters. Puryear wurde 2011 die National Medal of Arts verliehen.
2019 vertrat Puryear die Vereinigten Staaten bei der Biennale in Venedig. Es war das zweite Mal in Folge, dass ein afroamerikanischer Künstler ausgewählt wurde, die USA zu repräsentieren.